# Бентли, Рассел
Ра́ссел Бо́ннер Бе́нтли III (англ. Russell Bonner Bentley III; 20 июня 1960, Остин, Техас, США — 8 апреля 2024, Донецк) — американский пророссийский военнослужащий, служивший в батальонах «Восток» и «Спецназ» в 2014, 2015 и 2017 годах на стороне подконтрольной России Донецкой Народной Республики. Был ютубером, пока его канал не удалили в начале 2022 года. Работал военным корреспондентом в российском государственном информационном агентстве Sputnik.
8 апреля 2024 года был убит российскими военнослужащими в оккупированном Россией Донецке во время российского вторжения в Украину.

## Биография

### Ранние годы
Бентли родился 20 июня 1960 года в богатой семье в Остине и до восьми лет рос в Хайленд-Парке, штат Техас. Бентли начал читать левую литературу в подростковом возрасте и стал социалистом. В 16 лет он посещал среднюю школу в течение одного семестра, прежде чем бросил учёбу. Позже Бентли получил GED, и в возрасте 20 лет его отец убедил его вступить в армию США. Он служил в армии в течение трёх лет и был расквартирован в Луизиане и Германии. После почётного увольнения из армии он переехал на остров Саут-Падре у побережья Техаса, где работал официантом.

### Пропаганда марихуаны, осуждение и тюремное заключение
В 1990 году Бентли переехал в Миннеаполис. Сначала он работал лесорубом, потом стал продавать марихуану. Он стал активистом борьбы с запретом марихуаны, вступив в Национальную организацию за реформу законов о марихуане и в народную партию, выступающую за легализацию. В возрасте 30 лет он баллотировался в Сенат США в качестве кандидата от третьей партии на выборах 1990 года, набрав 1,65 % голосов. В середине 1990-х годов Бентли также посетил коммунистическую Кубу, где его убедили перейти из социализма к коммунизму.
В феврале 1996 года суд приговорил Бентли к пяти годам и трём месяцам лишения свободы по статьям о торговле наркотиками и отмывании денег, свою вину Бентли признал. За несколько месяцев до освобождения, Бентли провалил тест на наркотики и сбежал из тюрьмы, следующие восемь лет проведя в бегах. В 2007 году, после ссоры с другом, был задержан и отправлен в тюрьму строгого режима для отбывания оставшегося срока наказания. Летом следующего года он был освобождён из тюрьмы.

### Пророссийский активизм
К 2014 году Бентли работал арбористом в Раунд-Роке, штат Техас. После начала войны на Донбассе Бентли оставил свою жизнь в Соединённых Штатах, включая отношения с инструктором по йоге, чтобы присоединиться к пророссийским сепаратистам в Донецке, мотивированный желанием сражаться с украинскими вооружёнными силами. Он прибыл в Донецк 7 декабря 2014 года. После допроса и двухнедельной подготовки Бентли был зачислен в подразделение «Суть времени» батальона «Восток». Используя краудфандинговые платформы для финансирования своего участия в российско-украинской войне, организовал кампанию на GoFundMe для финансирования своего переезда на Донбасс в рамках так называемой «Миссии по установлению фактов на Донбассе». Там он женился на россиянке, получил российское гражданство, купил недвижимость на неподконтрольной Украине территории Донецкой области, а в июле 2016 года был крещён в Русской православной церкви.

### Военно-политическая позиция
Во время войны на Донбассе Бентли воевал за Донецкую Народную Республику. Он выражал твёрдую приверженность тому, что он воспринимал как «битву с фашизмом», движимую желанием выступить против того, что он считал «несправедливостью в Украине». Газета The Independent написала, что его участие подчёркивало сложные мотивы, стоявшие за иностранным участием в конфликте.

## Убийство
Бентли пропал без вести 8 апреля 2024 года. Батальон «Восток» подтвердил его гибель 19 апреля 2024 года через социальные сети. Согласно информации, появившейся после его смерти, Бентли был задержан людьми в военной форме (предположительно, военнослужащими 5-й мотострелковой бригады из «ДНР») во время съёмок последствий украинского обстрела по воинской части, его приняли за шпиона, после чего он был подвергнут пыткам и убит. Александр Ходаковский, один из лидеров ДНР, потребовал в своём телеграм-канале наказать «тех, кто убил Рассела Бентли», но быстро удалил своё сообщение. Cмерть Бентли вызвала бурную реакцию в российских ультранационалистических кругах, где тот прославился, совершая поездки по оккупированным пророссийскими силами территориям Украины.
По данным источников издания ASTRA, Бентли пытали и убили в пыточной, организованной бывшим батальоном «Оплот» в заброшенной донецкой шахте «Петровская».

### Расследование
20 сентября 2024 года Следственным комитетом России завершено предварительное следствие по делу об убийстве Рассела Бентли, в котором были обвинены четверо российских военнослужащих 5-й бригады. По версии следствия, 8 апреля 2024 года в Донецке российские военные применили к Бентли физическое насилие и пытки, повлёкшие его смерть. В тот же день военные подорвали тротиловой шашкой автомобиль с его телом, планируя выдать убийство за диверсию противника, а 9 апреля военнослужащие той же войсковой части переместили останки Бентли в другое место, чтобы скрыть преступление.

## Личная жизнь
Вдова — Людмила Бентли.